# Félix Duban
Jacques Félix Duban (Parigi, 14 ottobre 1798 – Bordeaux, 8 ottobre 1870) è stato un architetto francese.
Vincitore del Prix de Rome nel 1823, ha curato il restauro del castello di Blois, del castello di Gaillon, del castello di Dampierre, della Sainte-Chapelle e di parte del palazzo del Louvre.